# Weinmannia spruceana
Weinmannia spruceana är en tvåhjärtbladig växtart som beskrevs av Adolf Engler. Weinmannia spruceana ingår i släktet Weinmannia och familjen Cunoniaceae. Inga underarter finns listade i Catalogue of Life.